# Matigramma obscurior
Matigramma obscurior là một loài bướm đêm trong họ Erebidae.